# Вишнёвка (Родионово-Несветайский район)
Вишнёвка — хутор в Родионово-Несветайском районе Ростовской области.
Входит в состав Болдыревского сельского поселения.

## География
На хуторе имеется одна улица — Вишнёвая.

## Население
| 2010 |
| ---- |
| 1    |